# Evangelický kostel (Roštár)
Evangelický kostel nacházející se v obci Roštár v okrese Rožnava na Slovensku je gotická stavba, která byla 6. května 1963 prohlášena za národní kulturní památku Slovenska. Jedná se o jednolodní středověkou stavbu s pravoúhlým presbytářem. Stavba nese prvky gotického slohu a v interiéru se nachází cenné barokní vybavení.

## Historie
Roštárský kostel byl postaven pravděpodobně koncem 13. nebo počátkem 14. století jako jednoduchá jednolodní stavba s typicky obdélníkovým presbytářem. Původně byl kostel zasvěcen svatému Ondřeji. Někteří autoři uvádějí, že jeho předchůdcem byla starší stavba. V průběhu 15. století byl interiér kostela doplněn gotickými malbami, podobně jako kostely v sousedních obcích Koceľovce nebo Ochtiná. Během reformace se kostel stal evangelickým, jeden z prvních evangelických sborů v Gemeru zde vznikl již v roce 1590. Evangelíci si kostel upravili podle svých potřeb, kdy byly malby přemalovány. V roce 1604 se v kostele konalo seniorátní shromáždění, na kterém gemerští evangelíci přijali svůj první církevní zákon, tzv. Roštárské artikuly, které později potvrdil palatin Juraj VII. Turzo. V roce 1689 kostel zničil ničivý požár, po němž musela být stavba znovu postavena. Během ní dostal kostel své dnešní barokní vybavení. V roce 1935 a v 50. letech 20. století byl kostel restaurován. V roce 1977 byly restaurovány dochované fragmenty maleb. Poslední obnova kostela proběhla v roce 2005, kdy dostal novou střechu.

## Architektura kostela
Evangelický kostel se nachází na pozemku uprostřed obce Roštár v opevněném areálu. Jedná se o typickou raně středověkou venkovskou stavbu, tj. jednolodní s obdélníkovým presbytářem. Kostel má věž obrácenou k západu a sakristii obrácenou k severu. Lomený oblouk portálu a křížová klenba v presbytáři pocházejí z období gotiky. Ve věži se dochovala všechna původní gotická okna. V interiéru byly sondami odhaleny zbytky maleb provedených technikou secco. Jedná se o výjevy Klanění tří králů a svaté Alžběty. Aby byly zachovány, byly sondy po ukončení výzkumu zatřeny vápnem. Je možné, že v budoucnu dojde k dalším objevům. Loď byla v barokním období nově zaklenuta. V této fázi byl také upraven formát oken. V interiéru se nachází cenné barokní vybavení, oltář a kazatelna. Dřevěný barokní oltář z roku 1724 nese ústřední obraz Kalvárie s plastikou ukřižovaného Krista, na predelle je obraz Poslední večeře a na vrcholu oltáře Vzkříšený Kristus. Oltář byl do kostela vrácen v roce 2016 po několikaletém restaurování. Za jeho restaurování získalo Regionální restaurátorské studio Bratislava cenu Fénix – kulturní památka roku 2016, kterou uděluje Ministerstvo kultury Slovenské republiky. Oltář s bohatou sochařskou a malířskou výzdobou restauroval odborný tým restaurátorů pod vedením akad. mal. Alexandry Šulíkové a pod metodickým vedením Mgr. Zuzany Benčekové Tahy v časovém období 2012–2016. Restaurováním hlavního oltáře z evangelického kostela v Roštáru se restaurátorům podařilo navrátit památce její původní jedinečné hodnoty a fond gemerských památek se tak rozrostl o další cenný přírůstek do kulturního dědictví. Kazatelna patří k oltáři a zobrazuje Krista Spasitele a čtyři evangelisty.

## Galerie

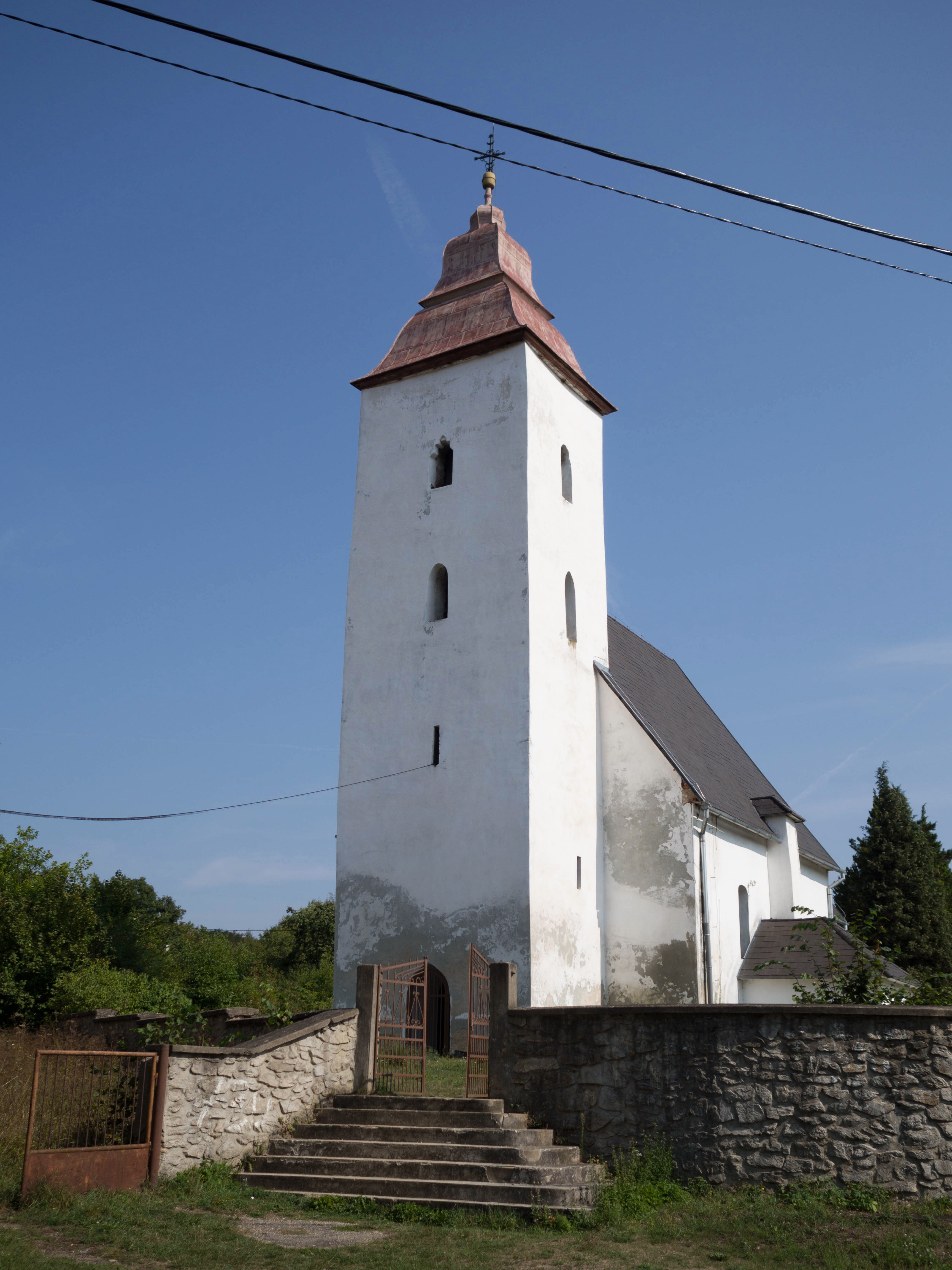
Pohled na kostel od jihu
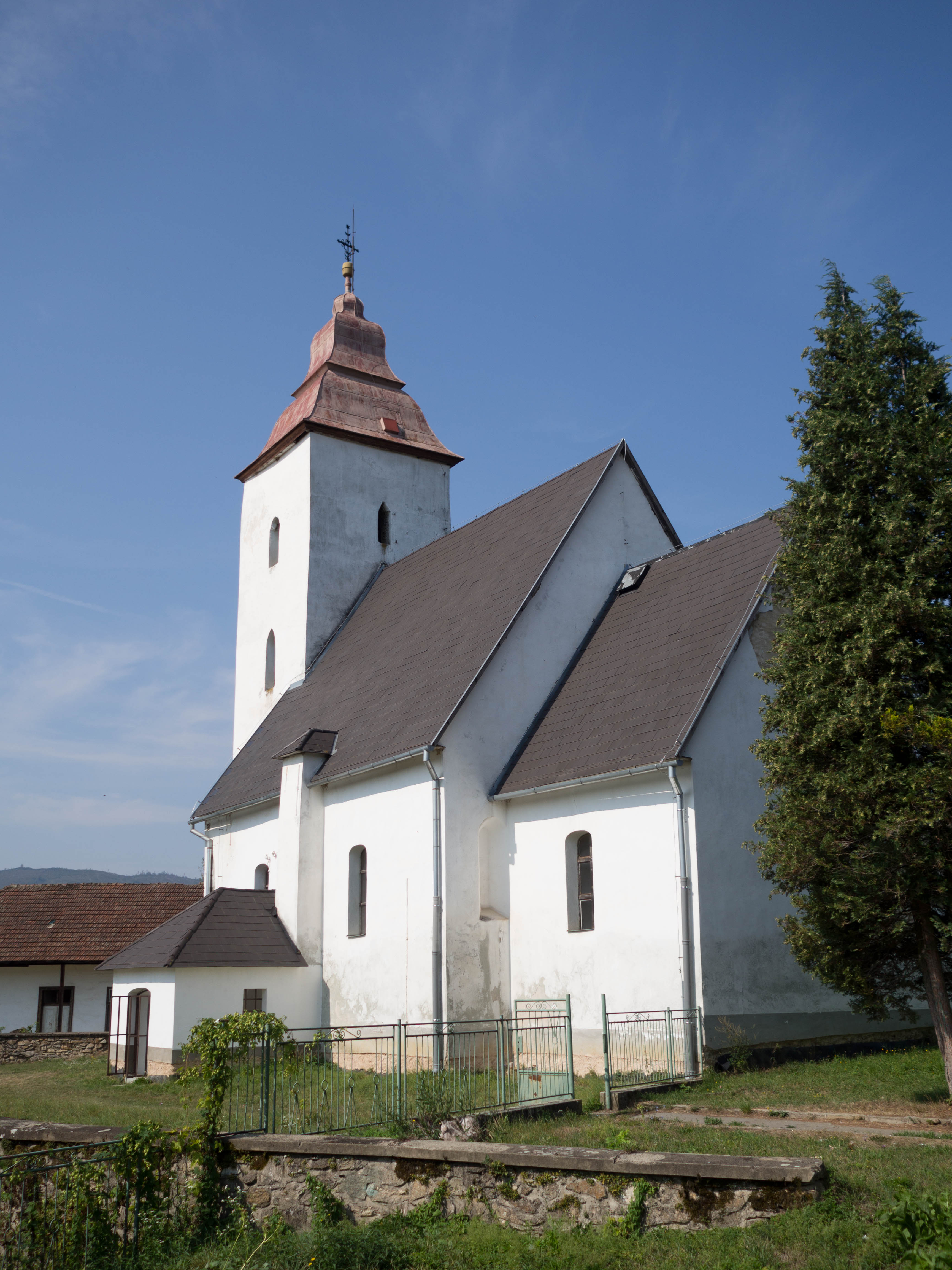
Pohled na kostel od východu
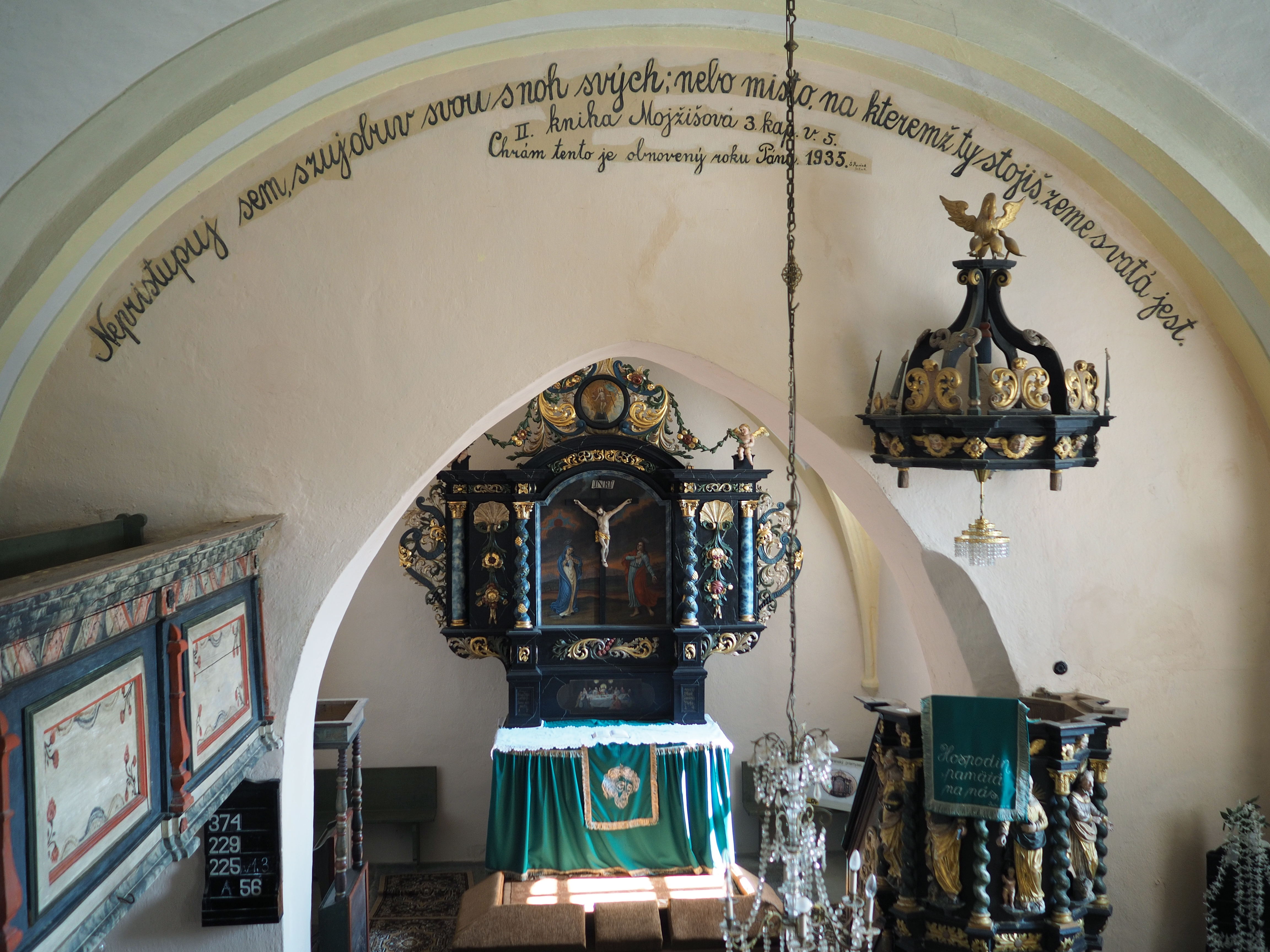
Pohľad z empory do presbytáře
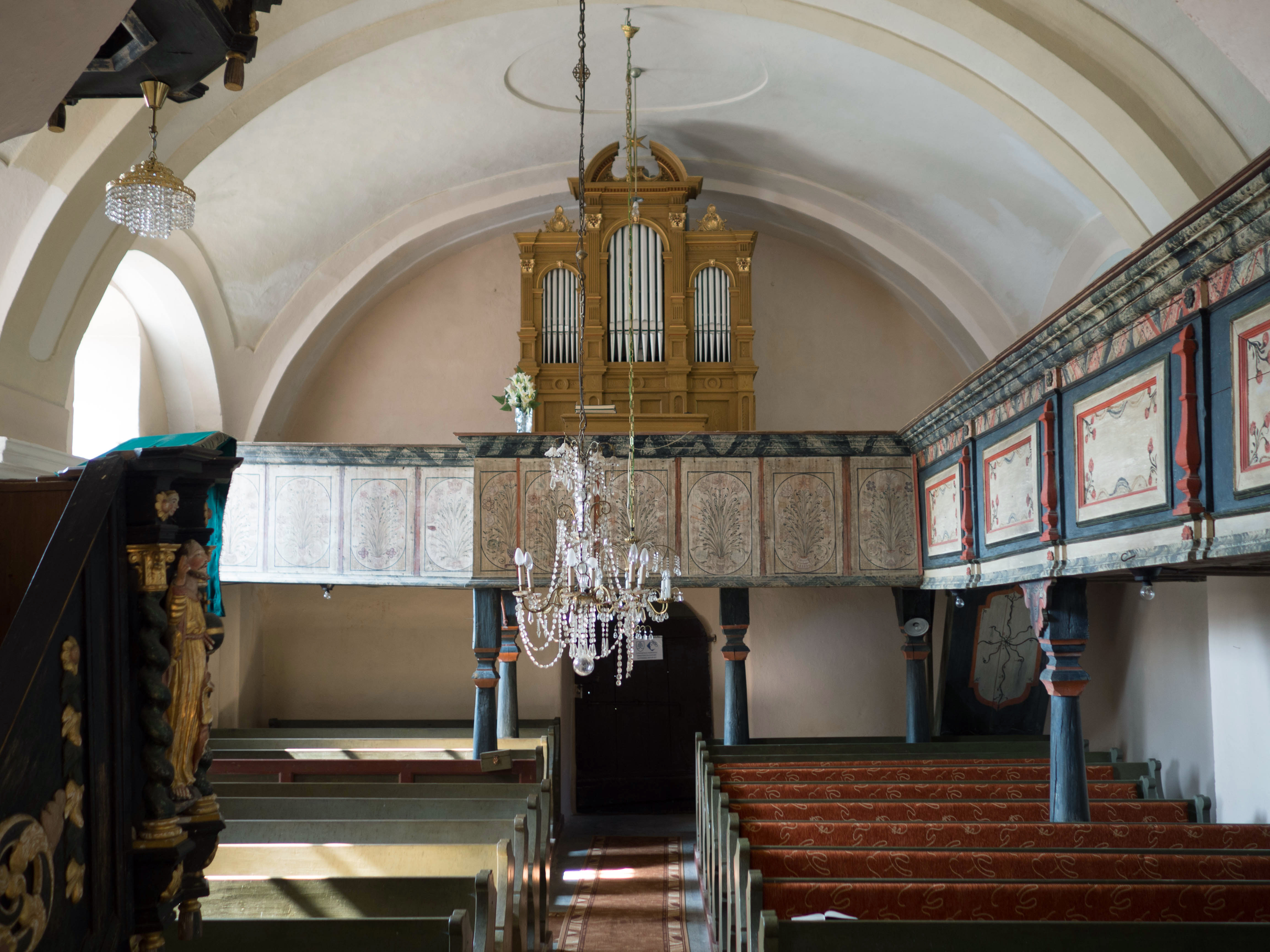
Empora
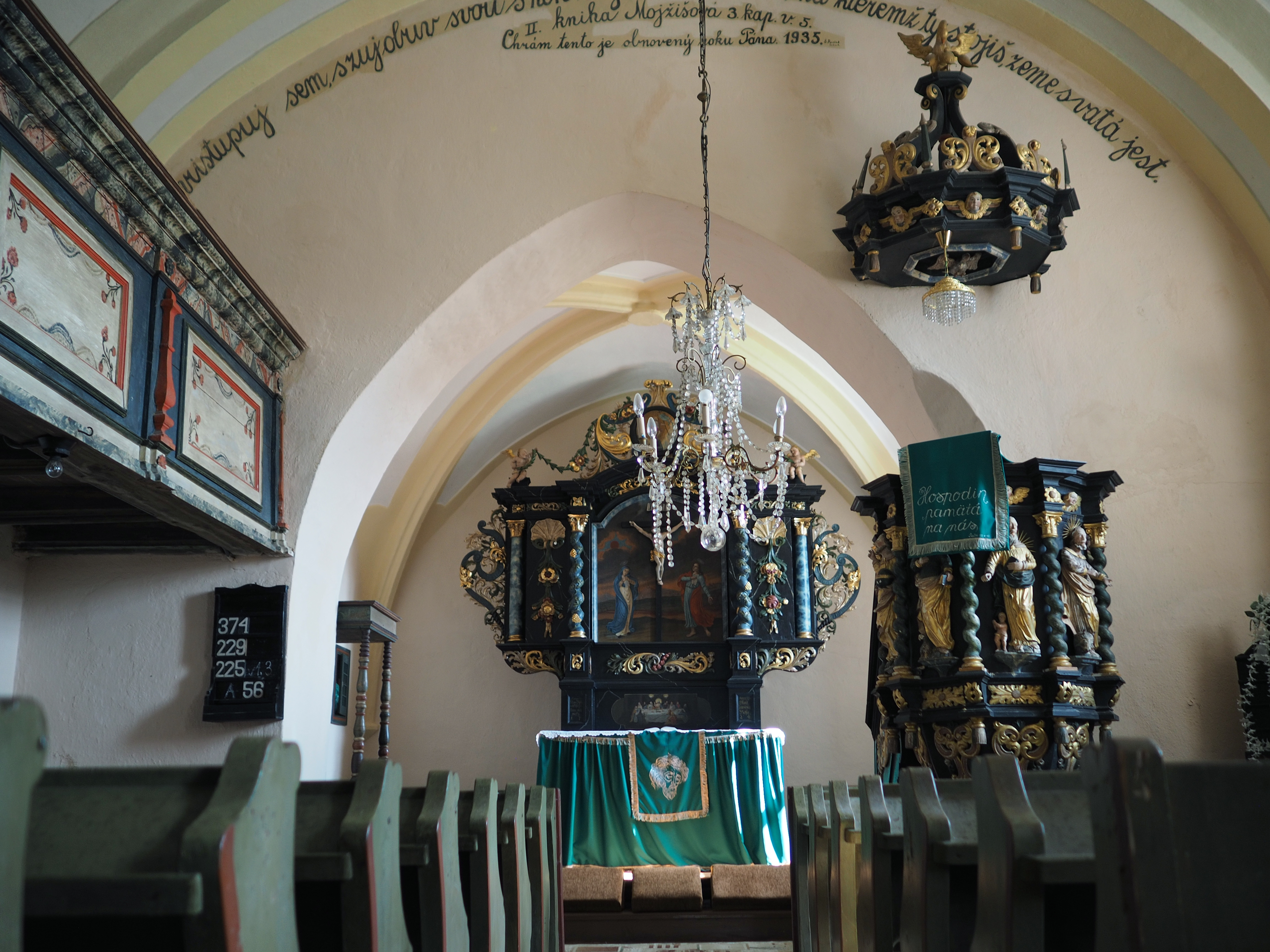
Oltář a kazatelna
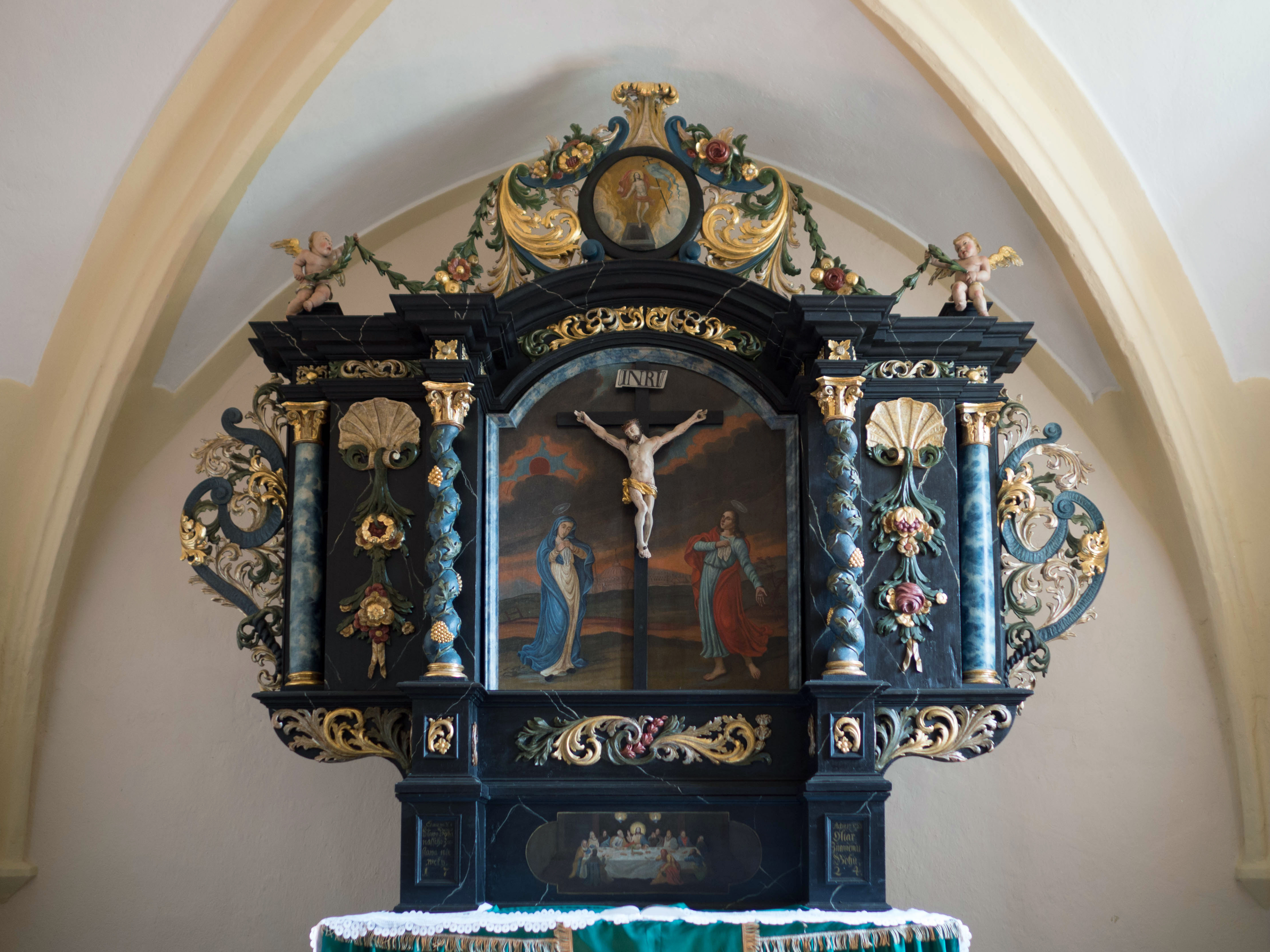
Oltář po restaurování
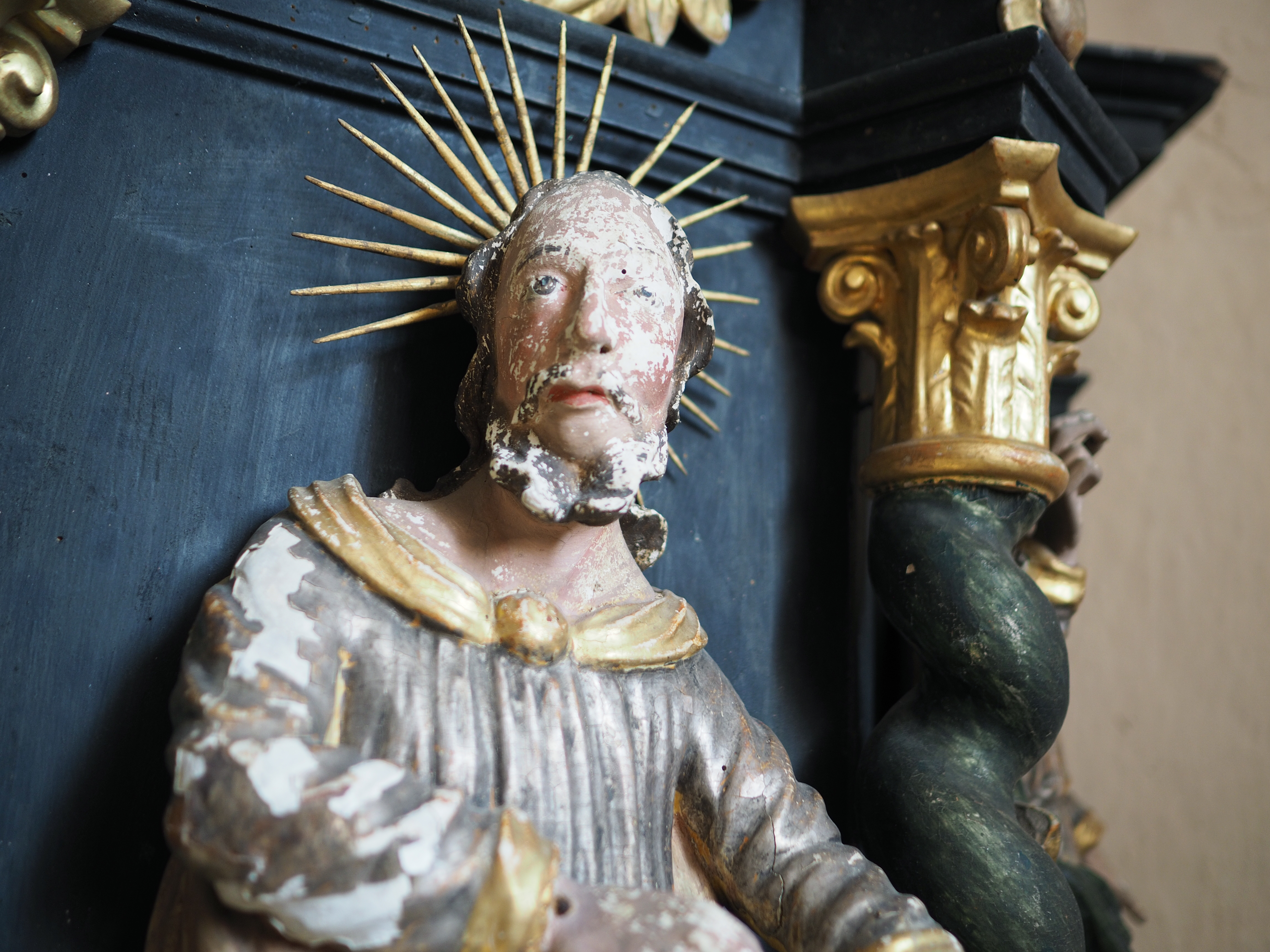
Detail sochy apoštola na kazatelně